# Высоцкий, Александр Исаевич
Александр Исаевич Высоцкий (1922—1988) — советский учёный-психолог и педагог, доктор психологических наук, профессор.
Автор 40 опубликованных научных статей и работ, в том числе учебное пособие для педагогических вузов «Волевая активность школьников и методы её изучения» (1979).

## Биография
Родился 14 октября 1922 года в селе Старая Белица Курской губернии, ныне Конышевского района Курской области, в крестьянской семье.
После окончания в 1937 году Старо-Белецкой семилетней школы, продолжил обучение в Дмитриевском педагогическом училище, которое окончил в 1940 году. В октябре этого же года он был призван в РККА.
Участник Великой Отечественной войны с самого её начала. В ходе войны находился в окружении и попал в плен. Во время вывоза в Германию, находясь на территории Чехословакии, бежал, но пойман и направлен на работу к немецкому фермеру. В апреле 1945 года после освобождения Чехословакии советской армией участвовал в боях с немцами. В ноябре 1945 года был демобилизован.
Вернувшись на родину, в 1946 году Александр Высоцкий окончил курсы преподавателей физкультуры и был направлен на работу в Курскую спецшколу ВВС преподавать физкультуру. Находясь в этой школе, окончил годичный курс преподавателей психологии, затем заочно — исторический факультет Курского педагогического института (ныне Курский государственный университет).
В 1955 году Высоцкий, в связи с расформированием спецшколы, перешёл на работу в среднюю школу учителем истории, физкультуры и автодела. С
1959 по 1965 год работал старшим воспитателем, учителем истории и автодела в школе-интернате города Курска. В 1964 году он поступил в заочную аспирантуру по психологии Рязанского государственного педагогического института, по окончании которой был зачислен в преподавательский штат института. В 1967 году защитил кандидатскую диссертацию на тему «Психологическая характеристика самовоспитания у подростков» и с 1971
года работал в должности доцента кафедры психологии. В 1982 году защитил докторскую диссертацию на тему «Возрастная динамика волевой активности школьников и методы её изучения» и в 1985 году Высоцкому присвоили звание профессора по кафедре психологии.
С 1987 года А. И. Высоцкий работал в должности заведующего кафедрой психологии. Он был научным руководителем вуза по проблемам воли, членом членом Центрального совета педагогического общества РСФСР, председателем Президиума областного совета педагогического общества и ученой комиссии по психологии Министерства просвещения РСФСР. Был награждён медалями.
Умер 23 апреля 1988 года в Рязани. Был похоронен на Новогражданском кладбище города.